# Afro-surinamenses
Os afro-surinameses são os habitantes do Suriname de ascendência africana subsaariana . Eles são descendentes de escravos trazidos para trabalhar nas plantações de cana-de-açúcar. Muitos deles escaparam das plantações e formaram assentamentos independentes juntos, ficando conhecidos como Maroons (quilombolas). Eles mantiveram vestígios da cultura e língua africanas. Eles geralmente são divididos em dois subgrupos étnicos (crioulos e quilombolas).

## Origens
A maioria das pessoas escravizadas importadas para o Suriname veio da África Central Ocidental (cerca de 61.500 escravos, 27% do número total), Costa de ouro (Gana) (cerca de 46.000, 21% do total), Costa do marfim (cerca de 45.000, 20% ) e Golfo de Benin (mais de 32.000, 14% do total). Milhares de escravos também chegaram da Baía de Biafra (cerca de 11.000, 5,0% do total) e Serra Leoa (cerca de 3.600, 1,6% do total).  O número total de escravos foi estimado em 220.000. 
Os Akans da região central de Gana eram, oficialmente, os escravos predominantes no Suriname. No entanto, na prática, os escravizados de Loango,  comprados em Cabinda, Angola,  eram o maior grupo de escravos no Suriname desde 1670; superaram o número da Gold Coast em quase todos os períodos. Povos escravizados, incluindo os Ewe (que vivem no sul de Gana, Togo e Benin), Iorubás (do Benin  ) e Kongo (que vive na República do Congo, República Democrática do Congo e Angola ), todos deixaram suas pegadas culturais no Suriname.

## História
Os holandeses estavam envolvidos no comércio de escravos durante os primeiros anos coloniais. Eles buscavam escritórios para suas plantações. O espaço que receberam foi quando os britânicos no Tratado de Breda (1667) deram terras na costa norte da América do Sul, cedidas a eles em troca de Nova York . O Suriname tornou-se uma colônia de escravos. Os escravos foram rapidamente enviados da África para o Suriname para trabalhar nas plantações de café, cacau e açúcar para os holandeses e outros europeus. 
Como permaneceram estritamente separados da população branca, os escravos desenvolveram sua própria cultura com uma forte influência da África Ocidental. Eles tinham sua própria religião, Winti, e sua própria língua, Sranan. Eles também usaram isso como uma forma sutil de resistência. Por exemplo, muitas canções de escravos tinham um tom crítico. No entanto, os plantadores não perceberam isso porque muitas vezes tinham uma compreensão ruim de Sranan.
A escravidão foi oficialmente abolida no Suriname em 1º de julho de 1863 pelo Ato de Emancipação. 32.911 escravos foram libertados. Os proprietários de escravos receberam uma compensação de 300 florins por escravo liberto. Os próprios escravos não receberam nenhuma compensação. Embora a escravidão tenha sido abolida, os libertos não receberam imediatamente a liberdade total. Eles foram obrigados a continuar trabalhando como trabalhadores contratados em seu distrito por mais dez anos com base em contratos anuais. Isso é chamado de período de "supervisão estatal", durante o qual as pessoas libertadas ficaram sob a supervisão de um comissário distrital do governo. Várias restrições foram impostas durante este período, o que significou que a escravidão foi parcialmente continuada.

## Quilombolas

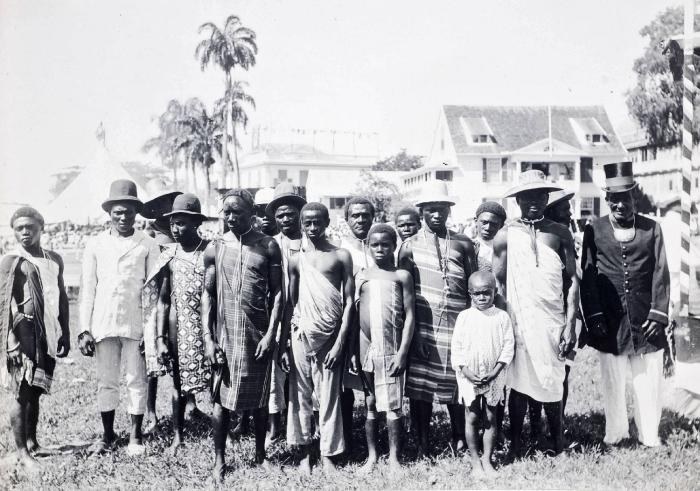
Grupo quilombola em 1930

Povos escravizados fugidos no Suriname e na Guiana Francesa, conhecidos como Maroons ou Bushinengues, fugiram para o interior e se juntaram aos povos indígenas para criar várias tribos independentes, entre elas os Saramaka, os Paramaka, os Ndyuka (Aukan), os Kwinti, os Aluku ( Boni), os Matawai,  e os Brooskampers .  Em 1740, os quilombolas formaram clãs e se sentiram fortes o suficiente para desafiar os colonos holandeses, forçando-os a assinar tratados de paz. Por causa de seu longo isolamento nas florestas tropicais do interior, eles mantiveram mais cultura africana do que os africanos étnicos nas cidades.
De 1972 a 1978, dois professores americanos, S. Allen Counter e David L. Evans, fizeram sete viagens rio acima para as áreas quilombolas. Ambos afro-americanos, eles queriam entrar em contato com essas comunidades e aprender sobre os povos, para ver quais culturas africanas eles seguiam. 
Na década de 1980, os quilombolas do Suriname começaram a lutar por seus direitos à terra para proteger o território que há muito ocupavam.  Eles ganharam um importante caso em 2007 na Corte Interamericana de Direitos Humanos, que decidiu que eles tinham direitos sobre suas terras tradicionais. 

## Pessoas afro-surinameses notáveis
- Boni, lutador da liberdade
- Remy Bonjasky, kickboxer
- Dési Bouterse, político
- Edson Braafheid, jogador de futebol
- Ronnie Brunswijk, político e líder rebelde
- Romeo Castelen, jogador de futebol
- Nelli Cooman, atleta
- Edgar Davids, jogador de futebol
- Virgil van Dijk, jogador de futebol
- Ryan Donk, jogador de futebol
- Wanze Eduards, líder quilombola
- Ruud Gullit, jogador de futebol
- Jimmy Floyd Hasselbaink, jogador de futebol
- Ernesto Hoost, kickboxer
- Ruth Jacott, cantora
- Patrick Kluivert, jogador de futebol
- Anton de Kom, lutador da resistência e autor
- Melvin Manhoef, artista marcial misto e kickboxer
- Jan Ernst Matzeliger, inventor
- Johan Adolf Pengel, político
- Michael Reiziger, jogador de futebol
- Frank Rijkaard, jogador de futebol
- Jairzinho Rozenstruik, lutador de MMA e kickboxer
- Elisabeth Samson, proprietária de uma plantação de café do século XVIII
- Clarence Seedorf, jogador de futebol
- Dwight Tiendalli, jogador de futebol
- Regilio Tuur, pugilista
- Ronald Venetiaan, político
- Letícia Vriesde, atleta
- Jules Wijdenbosch, político
- Georginio Wijnaldum, jogador de futebol